# Pia Fraus
Pia Fraus é um grupo Brasileiro de teatro de bonecos fundado 1984 e sediado na cidade de São Paulo. Ao longo de mais de 34 anos de história, a companhia desenvolveu uma linguagem teatral própria e original que abriu portas para apresentações não apenas em todos os estados do Brasil, como também em festivais em mais de 23 países. Além do teatro de bonecos, a Pia Fraus já desenvolveu projetos ligados à dança, ao circo e à música e em todas as suas obras busca promover o acesso à cultura e à educação através da arte.

## Nome
O nome Pia Fraus vem de uma expressão em latim que quer dizer "contar uma mentira com boas intenções". A palavra Pia denota piedade, benevolência, enquanto que a palavra Fraus remete à fraude ou engano.

## História
A companhia de teatro Pia tem suas origens na formação do grupo Beto & Beto Cia, criado por Beto Andreetta e Beto Lima. Os dois atores se conheceram em 1984, quando trabalhavam no projeto Criança Faz Arte da arte-educadora Doroty Marques. Entre os anos de 1984 e 1987, Andreetta e Lima realizaram, em parceria com Marques, uma série de apresentações teatrais nas capitais e no interior dos estados de São Paulo e Minas Gerais, até que, em 1987, decidiram voltar para São Paulo e criar uma companhia própria, a Beto & Beto Cia. As duas principais peças encenadas pela dupla imediatamente após a formação da Beto & Beto Cia. foram Uma única flor para libertar o coração do rei (estreada em 1987 no Teatro Ruth Escobar) e O vaqueiro e o bicho froxo (estreada em 1988 no Teatro Eugênio Kusnet)
Em 1989 entra no grupo o ator Domingos Montagner, que se aproximou da dupla quando participou de um curso de teatro organizado por Andreetta e Lima na Oficina Cultural Oswald de Andrade. Domingos Montagner, além de ter contribuído para a escolha do novo nome da companhia (que, com a chegada do novo membro, não mais poderia se chamar Beto & Beto Cia.), trouxe também um elemento novo para o repertório do grupo: o circo.
A primeira metade dos anos 1990 foi marcada, para o grupo, pela aproximação com outras companhias teatrais de São Paulo. A Pia Fraus desenvolveu projetos em parceria com os grupos XPTO, Acrobático Fratelli e Parlapatões. Foi também no final da década de 1990 que o grupo passou a receber maior reconhecimento por sua produção na forma de prêmios e de uma relação mais próximas com o SESI e com o SESC. Na virada da década, em 2000, Domingos Montagner decide sair do grupo e criar sua própria companhia com o ator Fernando Sampaio.Neste mesmo ano se junta a Trupe Jackson Iris, figura responsável pelo transporte de elenco e cenário, confecção de Bonecos, manutenção de bonecos, operador de som e luz.
Já em 2001 surge o maior sucesso da companhia, o espetáculo Bichos do Brasil, que marca um retorno da preocupação do grupo com a cultura popular. Paralelamente às atividades desenvolvidas exclusivamente pelo grupo, a Pia Fraus firmou uma parceria com os Parlapatões e com o La Mínima para a realização de projetos ligados ao mundo circense, como o Pano de Roda e o Circo Geral.
Em janeiro de 2005, após a estreia da peça Olhos Vermelhos, falece Beto Lima, um dos fundadores do grupo. Agora sozinho no comando da Pia Fraus, Beto Andreetta se esforça por dar continuidade à linha estética desenvolvida por Beto Lima em mais de 20 anos de carreira. É nesse sentido que estreia em 2006 a espetáculo teatral 100 Shakespeare, que utiliza bonecos criados por Beto Lima
Foi também em 2006 que a Pia Fraus cria, conjuntamente com o grupo Parlapatões, o Circo Roda Brasil, posteriormente renomeado para Circo Roda. O circo criou quatro espetáculos, Stapafurdyo em 2006, Oceano em 2008, DNA em 2010 e Caravana em 2012.

## Espetáculos
| Espetáculo                 | Ano  |
| -------------------------- | ---- |
| Círculo das Baleias        | 2014 |
| Transgressões              | 2014 |
| Kachtanka                  | 2014 |
| Terra Papagalis            | 2010 |
| Filhotes da Amazônia       | 2009 |
| Primeiras rosas            | 2009 |
| Bichos do mundo            | 2009 |
| As aventuras de Bambolina  | 2008 |
| Hércules                   | 2006 |
| 100 Shakespeare            | 2006 |
| Olhos vermelhos            | 2003 |
| Histórias do Brasil        | 2003 |
| A lenda do guaraná         | 2002 |
| Bichos do Brasil           | 2001 |
| Frankenstein               | 2000 |
| Farsa quixotesca           | 2000 |
| Navegadores                | 1999 |
| O malefício da mariposa    | 1998 |
| Éonoé, uma cosmologia      | 1998 |
| Gigantes de ar             | 1998 |
| Flor de obsessão           | 1996 |
| Olho da rua                | 1990 |
| O vaqueiro e o bicho froxo | 1987 |

## Parcerias
Ao longo dos anos 2000 a Pia Fraus trabalhou principalmente com o grupo paulistano Parlapatões, dos atores Hugo Possolo e Raul Barretto. Os principais frutos desta aproximação foram a criação do Circo Roda, que chegou a se apresentar em mais de 30 cidades entre os anos de 2006 e 2012, a montagem do espetáculo Hércules em 2006 e os projetos Pano de Roda em 2002 e Circo Geral, que teve três edições (2001, 2007 e 2008). Do projeto Pano de Roda também participou a companhia La Mínima, do ex-integrante da Pia Fraus, Domingos Montagner e do ator Fernando Sampaio. Ainda nos anos 2000, o grupo desenvolveu um projeto em parceria com o Balé da Cidade de São Paulo para a realização de um espetáculo de balé voltado para o público infantil chamado Terra Papagalis e cuja estreia ocorreu em 2010.
Nos anos 1990 a Pia Fraus estruturou uma parceria com o grupo de teatro XPTO. Foi durante este período que o grupo participou da montagem das peças Babel Bum, Aquelarre 2000 – La Luna e Coquetel Clown. Após o término da parceria com o XPTO, a Pia Fraus criou, conjuntamente com o Acrobático Fratelli e a Orquestra Experimental de Repertório, o projeto Sinfonia Circense, no ano de 1996.

## Presença e Reconhecimento
A Pia Fraus já se apresentou em todos os 26 estados do Brasil e no Distrito Federal. Além disso, a companhia participou de alguns dos mais importantes festivais internacionais de teatro, mostrando seu trabalho em mais de 20 países (Argentina, Bélgica, Bolívia, Chile, Colômbia, Equador, Escócia, Eslovênia, Espanha, Estados Unidos, França, Índia, Inglaterra, Itália, Países Baixos, Portugal, Rússia, Suécia, Timor-Leste, Uruguai e Venezuela)
A companhia já recebeu inúmeros prêmios pelo trabalho desenvolvido ao longo de mais de trinta anos. Dentre as principais premiações recebidas pelo grupo estão o Prêmio São Paulo de Incentivo ao Teatro Infantil e Jovem (2014), Prêmio Lei de Fomento ao Teatro para a cidade de São Paulo (2009 e 2011), Lei de Incentivo ao Teatro Paulista (2008), Prêmio Alfa Criança (2008), Prêmio Funarte (2007), Prêmio Shell (2003), Prêmio Estímulo da Secretaria de Estado da Cultura do Governo de São Paulo (2000), Prêmio Coca Cola de Teatro Jovem (2000), Prêmio APETESP (1998), entre outros.